# ダミアン・グリーン
ダミアン・ハワード・グリーン（Damian Howard Green, 1956年1月17日 - ）は、イギリスの政治家。アッシュフォード選挙区選出の庶民院議員、筆頭国務大臣および内閣府担当大臣を歴任した。
2016年7月第1次メイ内閣の労働年金省（雇用・年金省）大臣を経て、2017年6月11日、第2次メイ内閣の内閣府大臣に就任、筆頭国務大臣に指名された。同年11月1日、30歳年下の記者で保守派の活動家へのセクシャルハラスメント疑惑が報道され、内閣府や首相官邸による調査の結果、12月20日に筆頭国務大臣を辞任した。